# Mandy Schumacher
Mandy Schumacher (* 1976 in Hottendorf, Kreis Gardelegen als Mandy Pagels) ist eine deutsche Kommunalpolitikerin. Sie wurde 2015 und 2022 zur Bürgermeisterin der Hansestadt Gardelegen in Sachsen-Anhalt gewählt.

## Werdegang
Mandy Schumacher ist SPD-Mitglied und war bis 2015 Vorsitzende des SPD-Ortsvereins Gardelegen. Die Hansestadt Gardelegen ist die flächenmäßig drittgrößte Gemeinde in Deutschland und besteht aus 49 Ortsteilen in 26 Ortschaften.
Der SPD-Ortsverein Gardelegen nominierte sie am 26. September 2014 unter ihrem damaligen Namen Mandy Zepig zur offiziellen Kandidatin für die Wahl zum Bürgermeisteramt am 22. Februar 2015. Amtsinhaber Konrad Fuchs (SPD) hatte zuvor seinen Rückzug aus der Kommunalpolitik erklärt und bekannt gegeben, sich nach zwei Amtszeiten mit insgesamt 14 Amtsjahren nicht erneut zur Wahl zu stellen.
Den ersten Wahlgang gewann Schumacher gegen vier Mitkandidaten mit 43,9 % der Stimmen. Bei der Stichwahl am 8. März 2015 wurde Schumacher mit 60,22 % der Stimmen zur Bürgermeisterin der Hansestadt Gardelegen gewählt. Ihr Mitbewerber Kai-Michael Neubüser (CDU) holte 39,78 %. Zum 4. Juli 2015 trat sie das Amt an.
Im November 2021 gab sie ihre Kandidatur für eine zweite Amtszeit öffentlich bekannt. Der SPD-Ortsverein Gardelegen nominierte sie als offizielle Kandidatin für die Wahl am 6. März 2022. Gleich im ersten Wahlgang wurde sie mit 84,94 % der Stimmen wiedergewählt. Ihr einziger Gegenkandidat Simon Lansmann (AfD) unterlag mit 15,06 % der Stimmen. Im Juli 2022 trat sie ihre zweite Amtszeit an.
Schumacher gehört dem Vorstand der SPD Sachsen-Anhalt als Beisitzerin an. Sie ist dort für den Kreisverband Westliche Altmark zuständig.

## Aktivitäten als Bürgermeisterin
Als Ende 2016 öffentlich bekannt wurde, dass die Landesregierung von Sachsen-Anhalt völlig unerwartet keine Mittel für den bereits im Jahr 2012 vom Landtag beschlossenen Bau des neuen Dokumentationszentrums der Gedenkstätte Feldscheune Isenschnibbe Gardelegen im Doppelhaushalt 2017/2018 des Landes einzuplanen beabsichtigte, initiierte Schumacher gemeinsam mit dem Stadtrat der Hansestadt Gardelegen einen Beschluss, der die Landesregierung zur planmäßigen Verwirklichung dieses Bauvorhabens aufforderte. Im März 2017 billigte der Landtag den neuen Haushalt mit den Geldern für das Vorhaben. Als Bürgermeisterin wirkte Schumacher im Juni 2018 an der feierlichen Grundsteinlegung mit.
Besonderes Augenmerk legt Schumacher auf die flächendeckende Versorgung mit Krippen- und Kindergartenplätzen im Gebiet der Hansestadt. 2019 erreichte sie die Wiedereinführung der Mütterberatung im Landkreis.
Um den Lehrermangel zu bekämpfen, setzte Schumacher 2018 das Programm der „Gardelehrer“ auf. Damit sucht die Hansestadt Gardelegen nach Lehrern, „die in Gardelegen leben und lehren wollen.“ Ihnen macht die Stadt folgendes Angebot: Sie gewährt ein Stipendium für Lehramtsstudenten in Bedarfsfächern und Bedarfsschulformen. Diese werden mit einem monatlichen Betrag von 300 Euro gefördert, wenn sie sich im Gegenzug dazu verpflichten, nach Ablegen ihrer Zweiten Staatsprüfung beziehungsweise Laufbahnprüfung in der Einheitsgemeinde Gardelegen zu unterrichten.
Schumacher unterzeichnete 2019 einen Projektvertrag zur Versorgung der Stadt mit schnellem Internet durch Glasfaserkabel.
Um den lokalen Einzelhandel und Dienstleistende angesichts der Auswirkungen der COVID-19-Pandemie in Deutschland zu unterstützen, initiierte sie im März 2020 das Portal „Gardelegen-Gutschein“.

## Privates
Sie ist seit 2019 zum zweiten Mal verheiratet.